# Kaiserliche Werft Wilhelmshaven

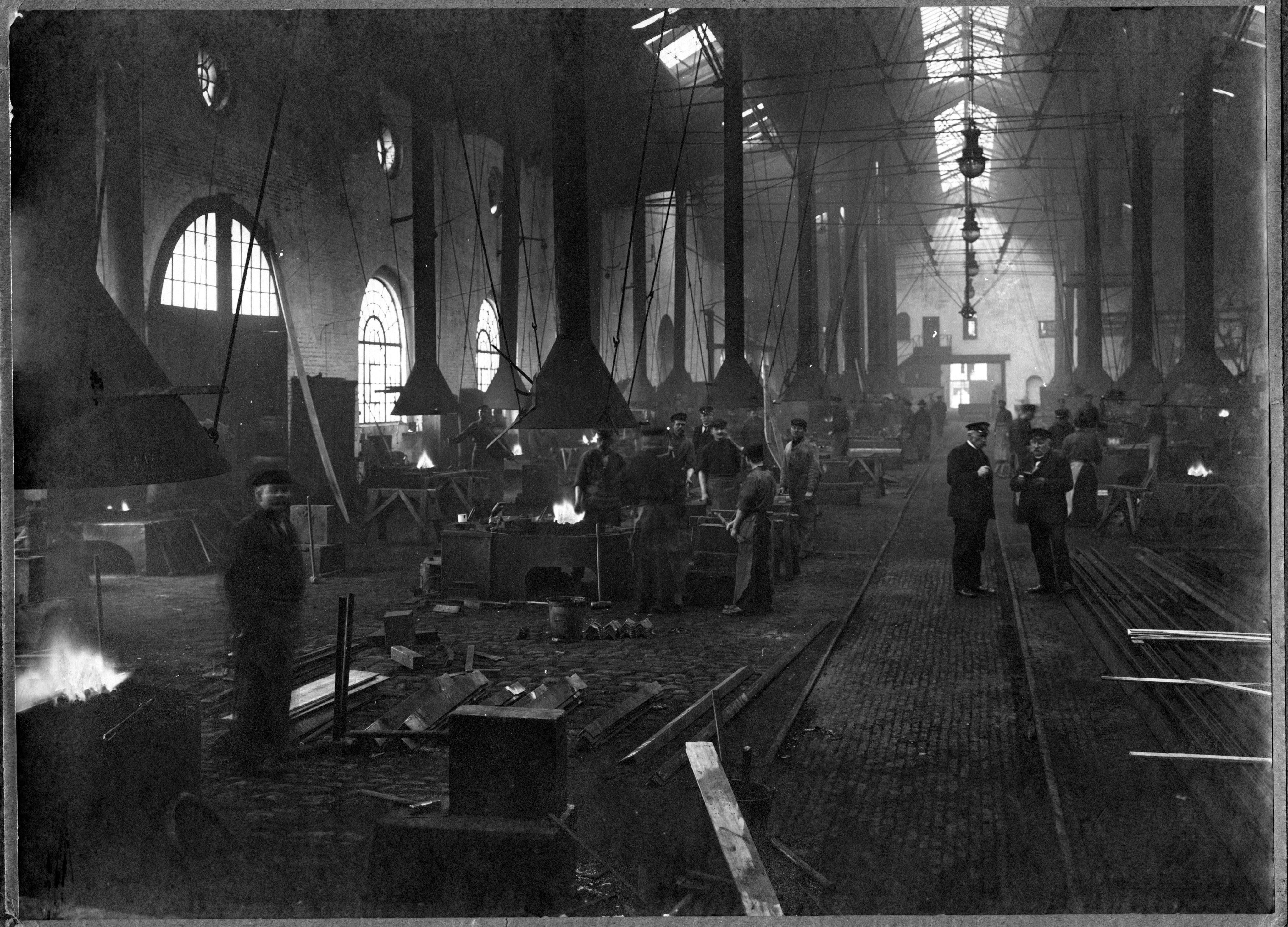
El Kaiserliche Werft Wilhelmshaven en 1908.

El Kaiserliche Werft Wilhelmshaven (en alemán: Astillero imperial de Wilhelmshaven) fue una compañía alemana de construcción naval fundada en 1853, con sede en la ciudad portuaria de Wilhelmshaven, una de las principales contratistas de la Marina Imperial Alemana, junto con el Kaiserliche Werft Danzig y el Kaiserliche Werft Kiel.
Llamada en un principio Königliche Werft Wilhelmshaven ("Astillero real de Wilhelmshaven"), pero su nombre se cambió en 1871 a raíz de la proclamación del Imperio Alemán. Fue cerrado en 1918, tras la derrota alemana en la Primera Guerra Mundial, y sustituido por el Kriegsmarinewerft Wilhelmshaven.